# Soikiella asiatica
Soikiella asiatica is een vliesvleugelig insect uit de familie Trichogrammatidae. De wetenschappelijke naam is voor het eerst geldig gepubliceerd in 1997 door Lou & Yuan.